# Biserica de lemn din Ilieși

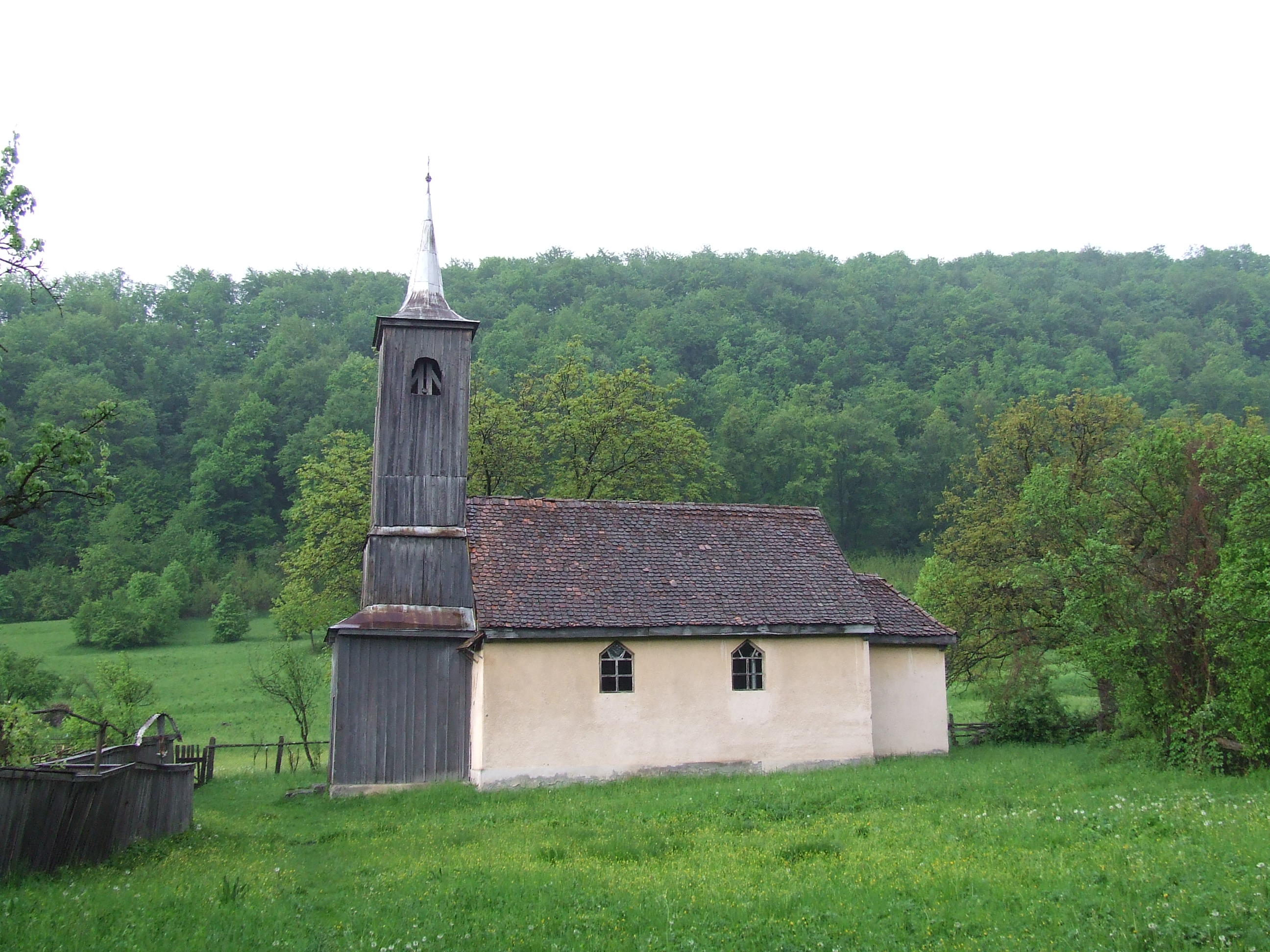
Biserica de lemn din Ilieşi, judeţul Mureş. Foto: mai 2010

Biserica de lemn din Ilieși se află în mijlocul satului cu același nume, sat ce ține administrativ de orașul Sovata. Aceasta păstrează amintirea unei comunități românești ce azi mai numără doar câteva persoane. Hramul bisericii este Sfinții Arhangheli Mihail și Gavriil. Biserica nu se află pe noua listă a monumentelor istorice.

## Trăsături și istoric
Bisericuța românească din Ilieși a fost construită la începutul secolului XX, mai exact în anul 1909. Aceasta a înlocuit vechea biserică de lemn cu hramul Nașterea Domnului edificată în anul 1868. Există posibilitatea ca actuala biserică să fie doar o refacere a vechii biserici.
Sub asptectul trăsăturilor, biserica este una de dimensiuni mici spre medii. Pereții sunt tencuiți atât în exterior cât și în exterior. Sub aspect planimetric, biserica este asemănătoare cu alte biserici din județele Mureș, Harghita și Covasna. La fel ca și la bisericile de lemn din Vârghiș, județul Covasna sau cele din Sândominic și  Uilac din județul Harghita precum și biserica de lemn din Bernadea, județul Mureș turnul clopotniță este amplasat lipit de latura de vest a bisericii, accesul în biserică făcându-se prin traversarea turnului-clopotniță.
Absida altarului, de formă dreptunghiulară este decroșată. Acoperișul nu este unul unitar, în dreptul absidei altarului acesta fiind mai scund. Țigla este materialul folosit pentru realizarea acoperișului. Turnul clopotniță este din scânduri, nu este tencuit și este format din trei segmente ce scad ca grosime cu cât se ajunge spre vârful tunului. Coiful clopotniței este acoperit cu tablă. Galeria turnului clopotniță este aproape în întregime închisă, pe laturile de est și vest fiind practicate două deschizături de formă aproape pătrată. Pe latura de sud a turnului este practicată o deschizătură mai mare, latură superioară având formă semicirculară.  
Interiorul bisericii este luminat prin intermediul a câte două ferestre pe laturile de sud și de nord. Forma acestora este una aparte, ferestrele având cinci laturi, partea superioară a acestora fiind în unghi. Absida altarului este prevăzută cu o mică fereastră, în axul bisericii, de formă triunghiulară.

## Galerie de imagini

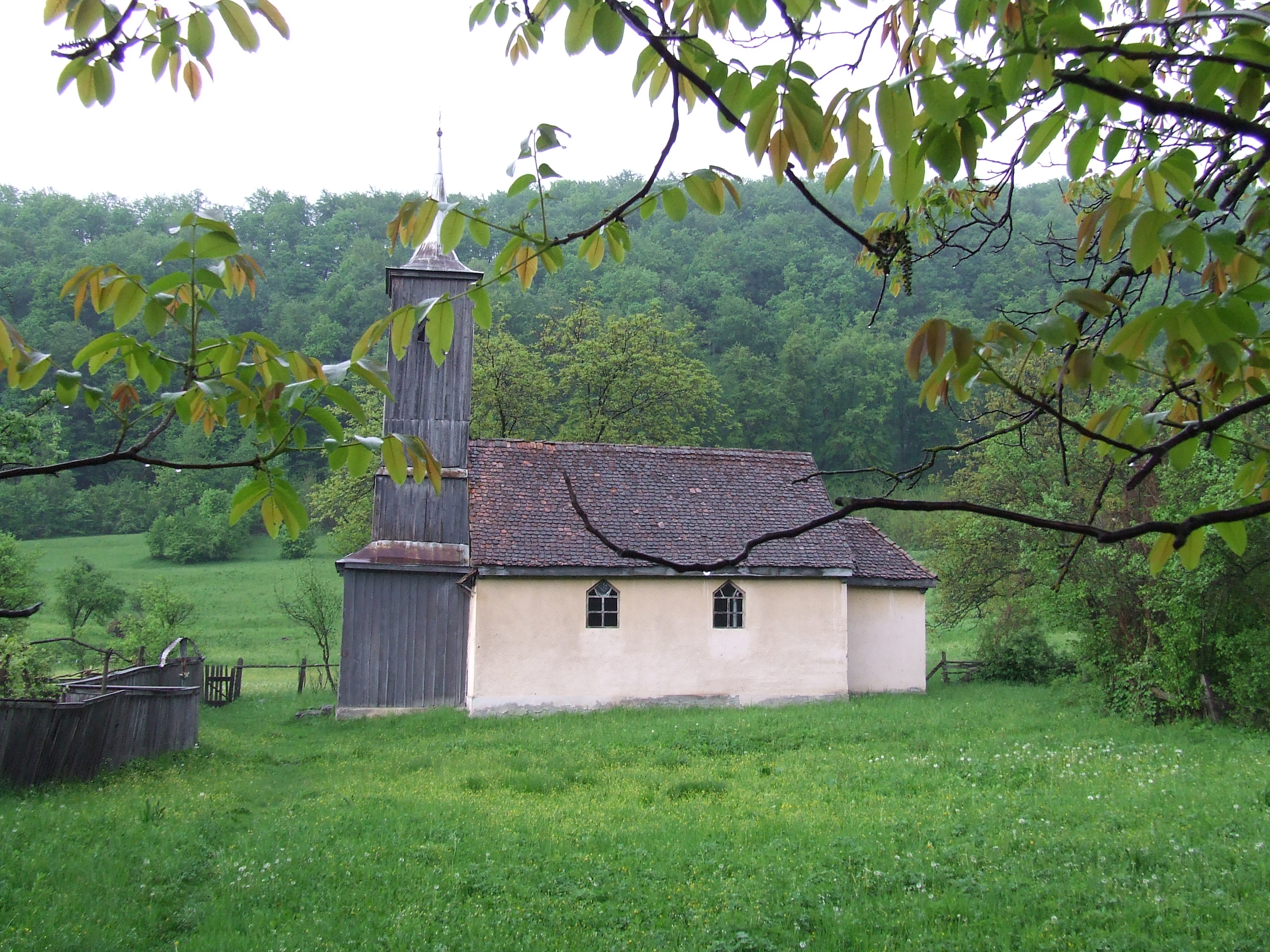
Vedere din stradă
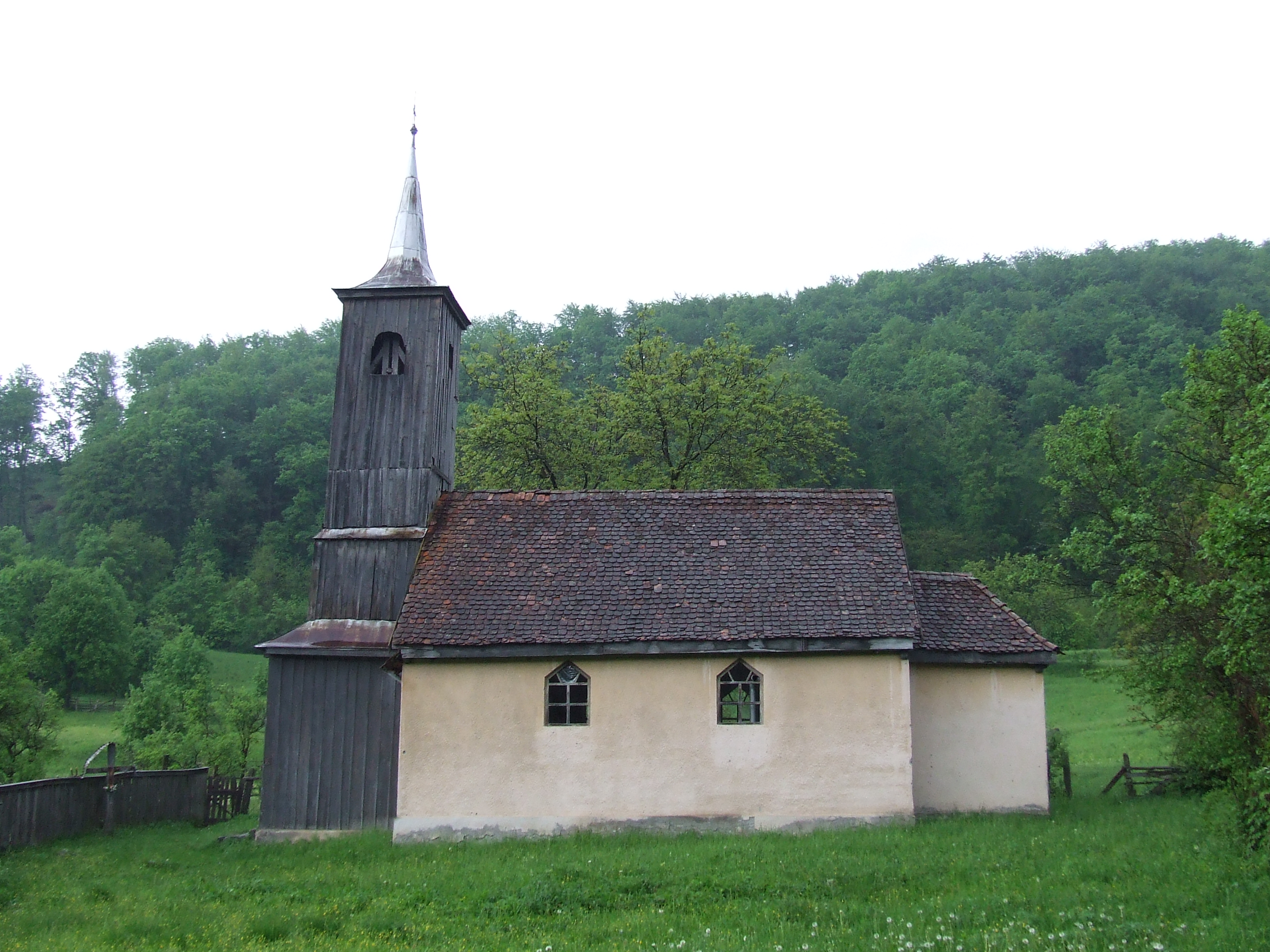
Vedere din curtea bisericii
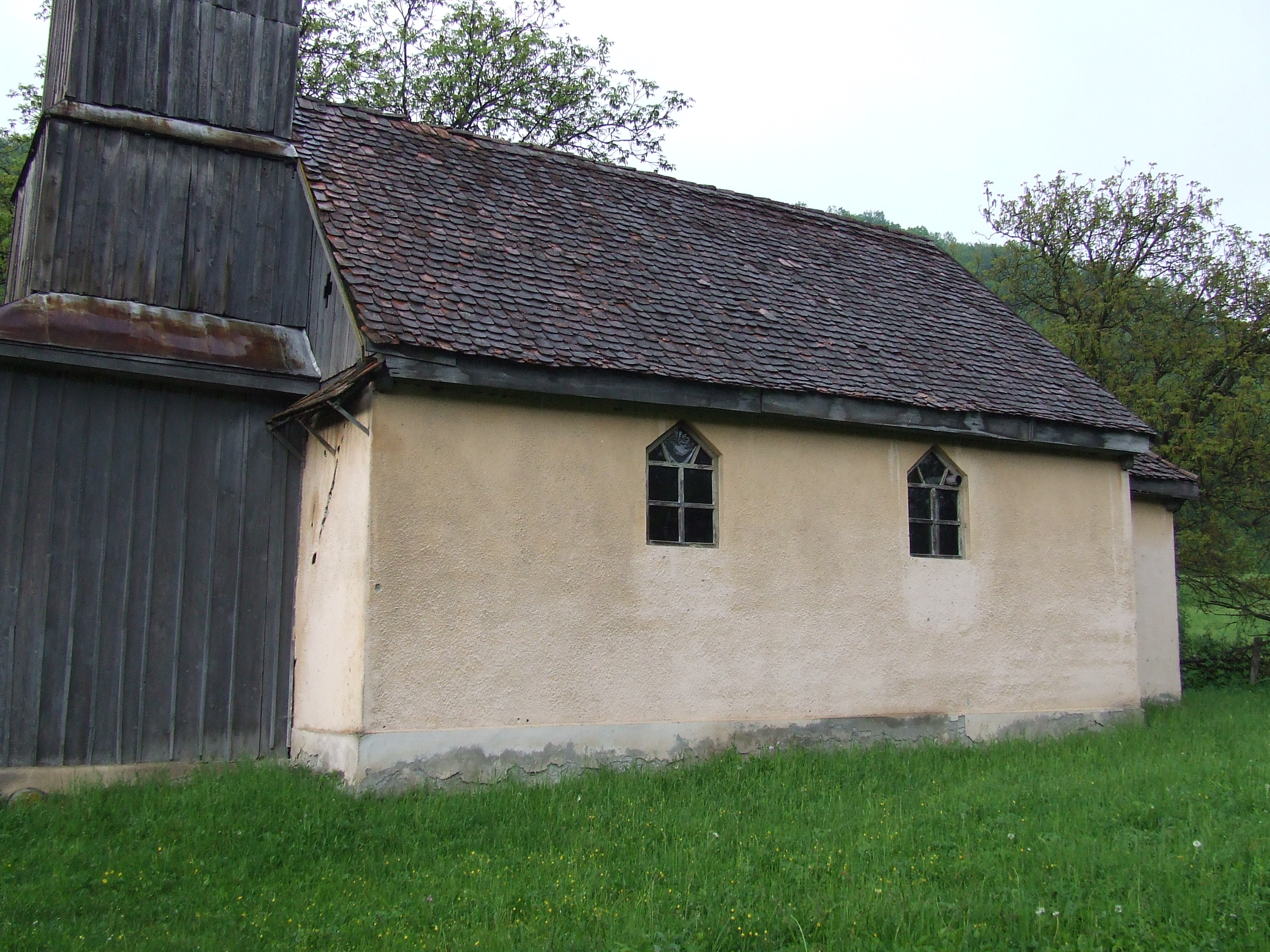
Latura de sud a bisericii
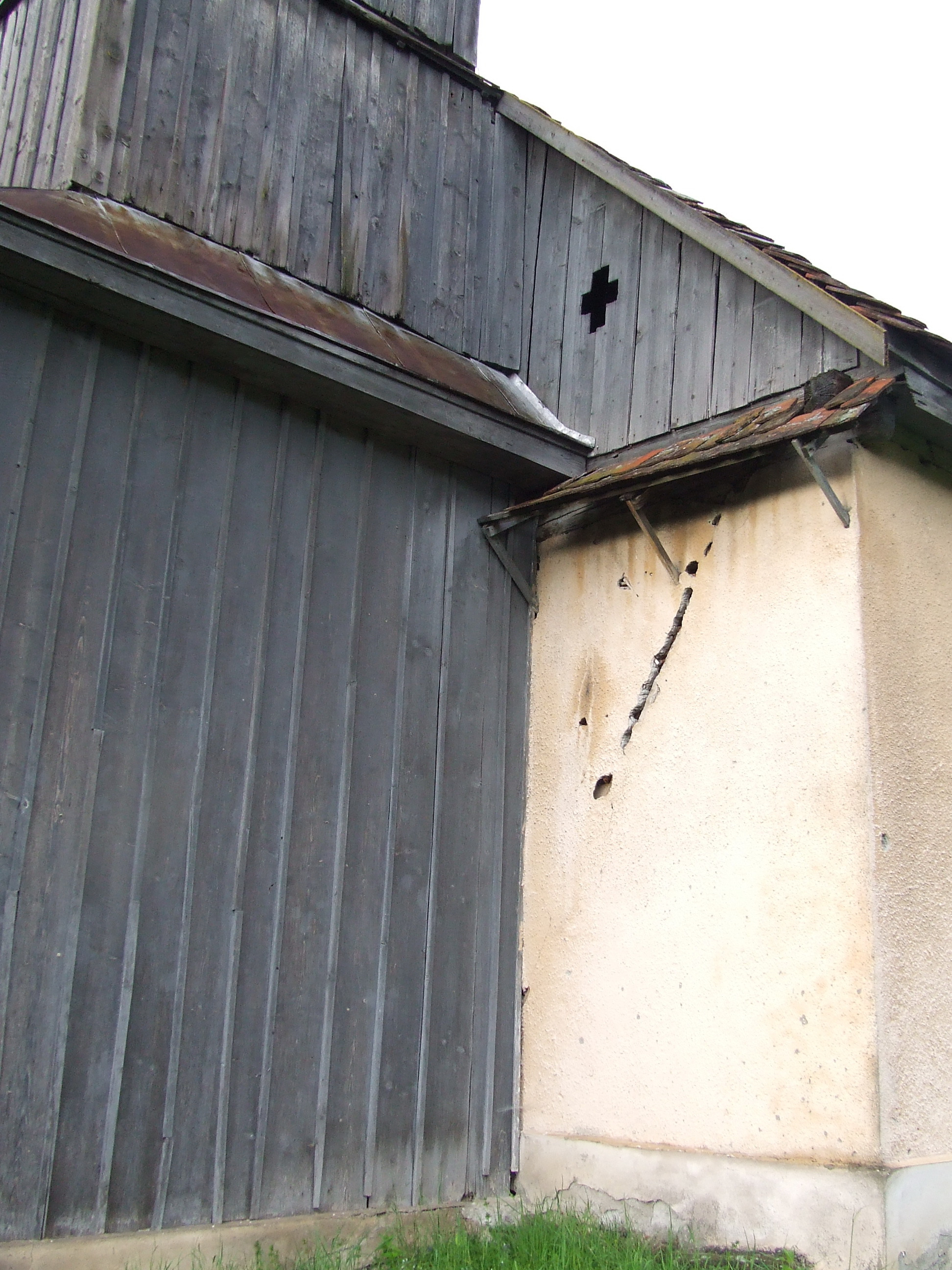
Amplasarea turnului clopotnița lângă latura de vest a bisericii
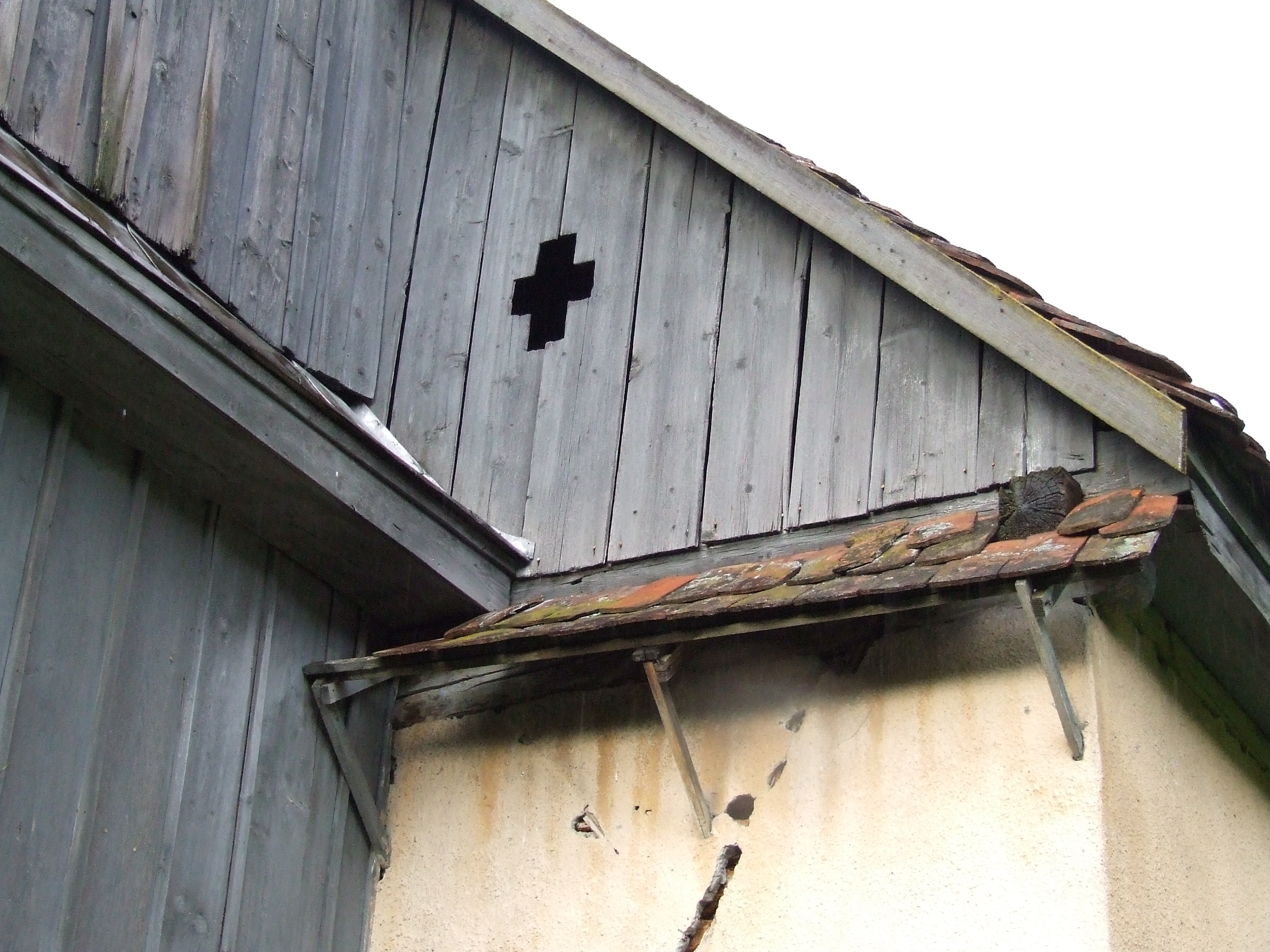
Decorațiune sub formă de cruce
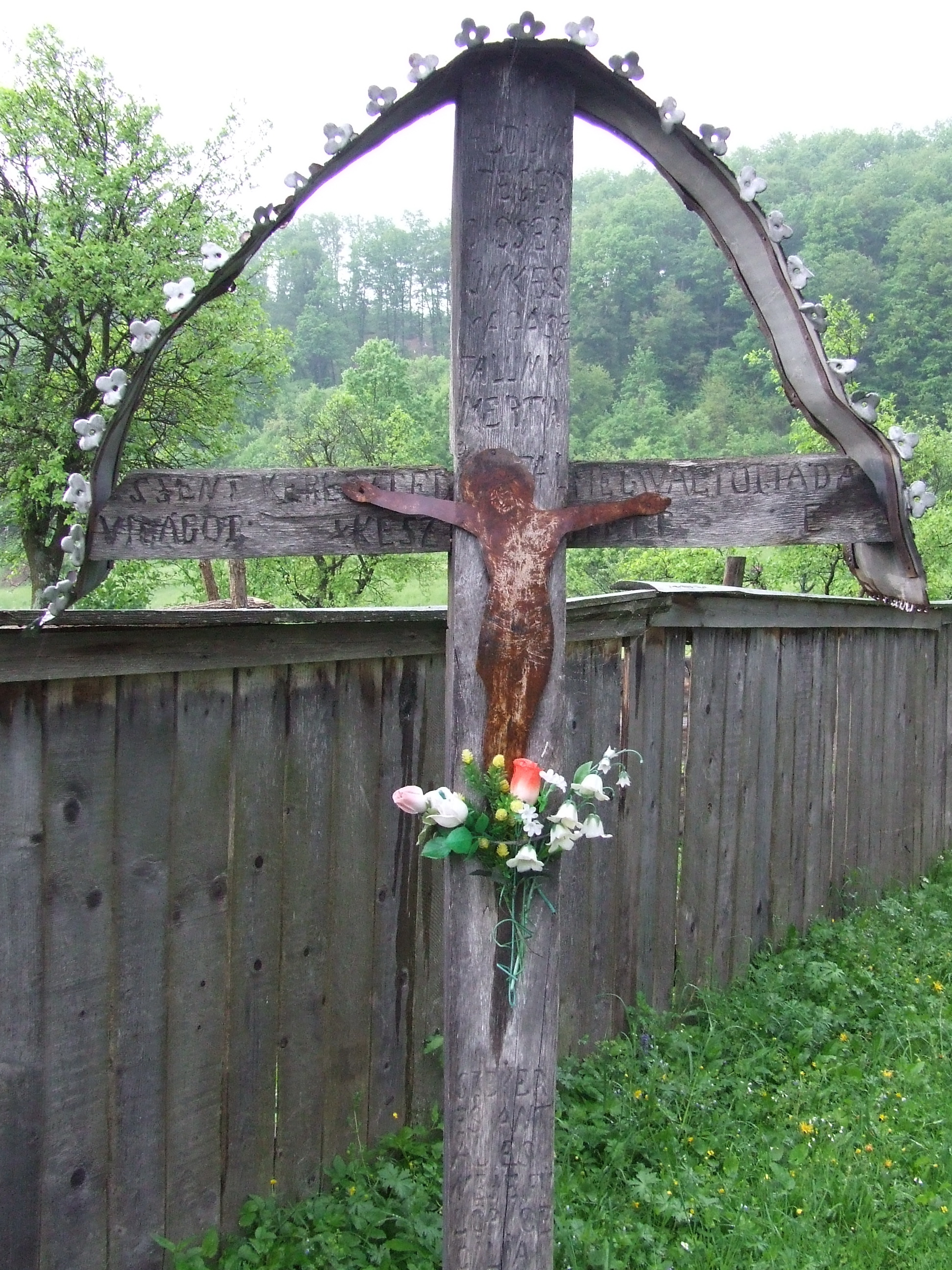
Cruce
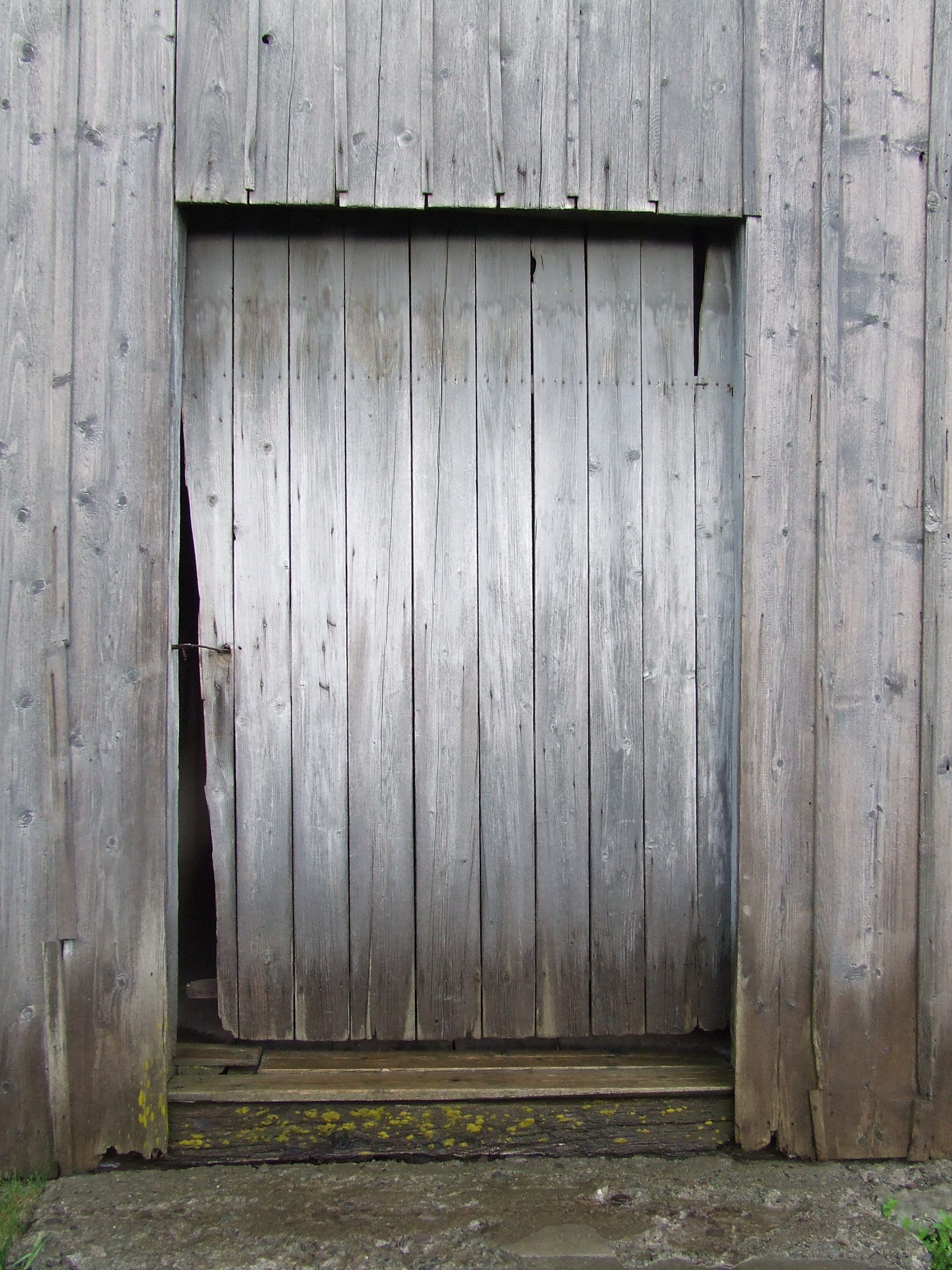
Ușa de acces în biserică
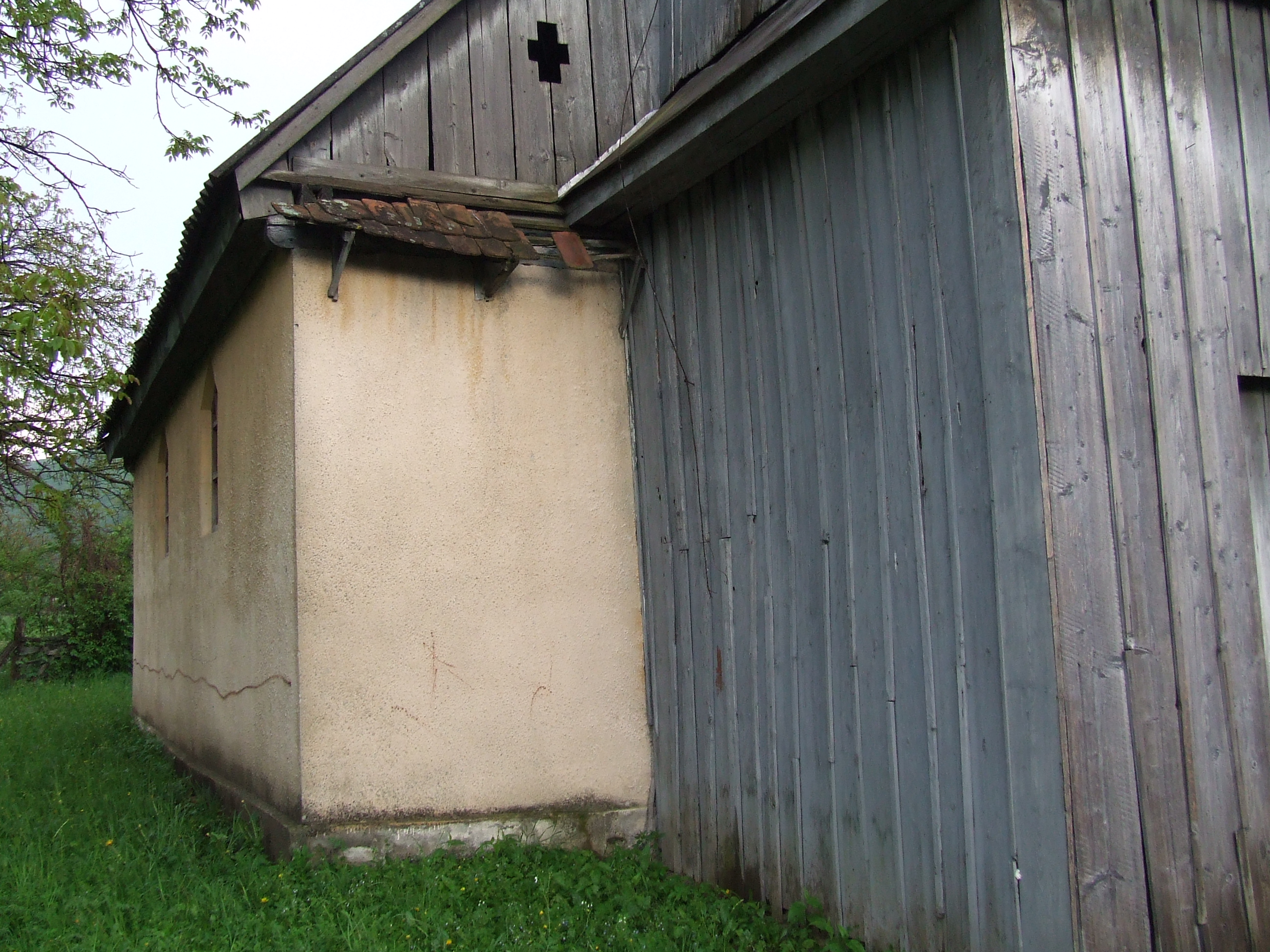
Latura de nord a bisericii
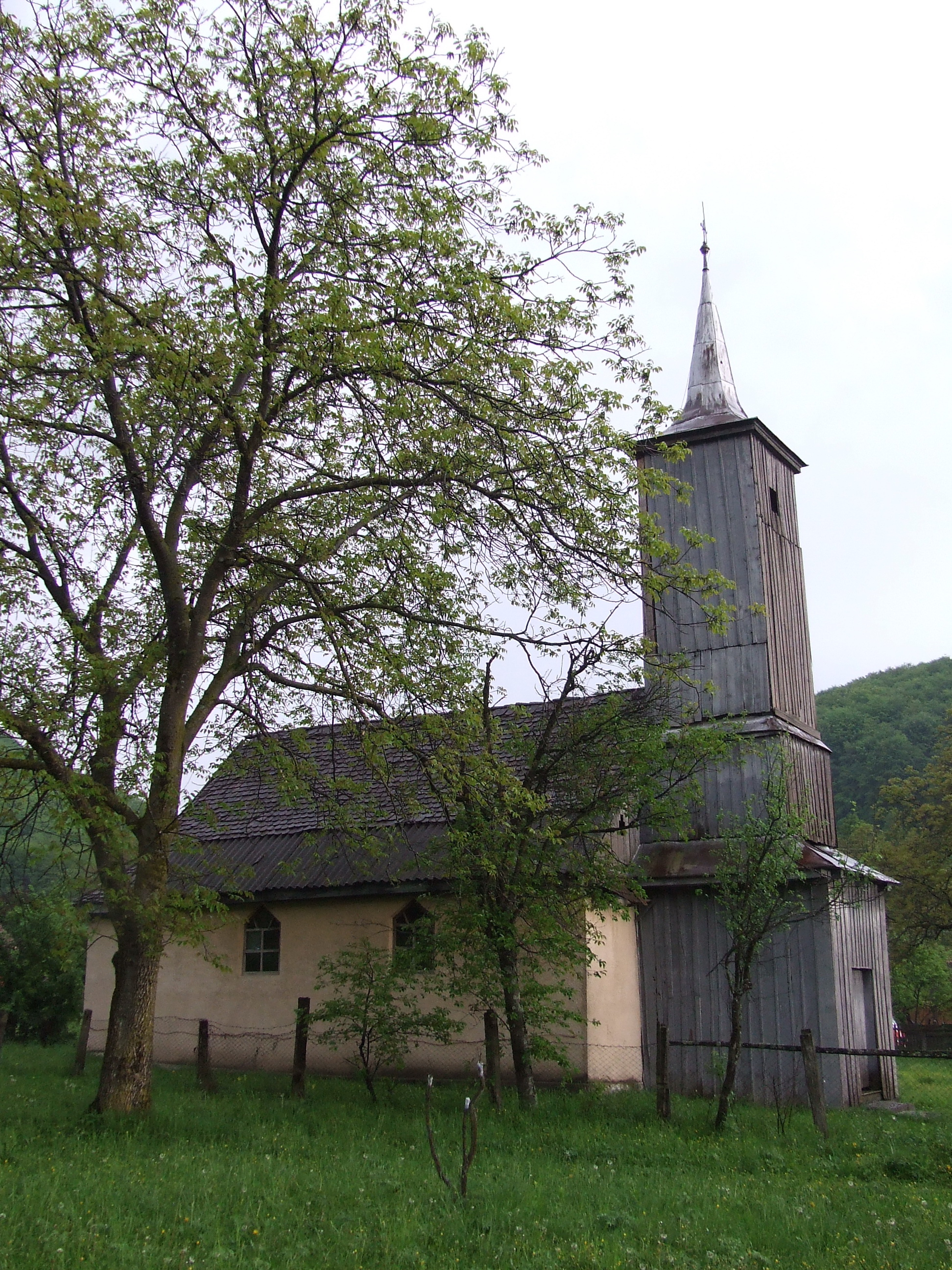
Vedere de ansamblu
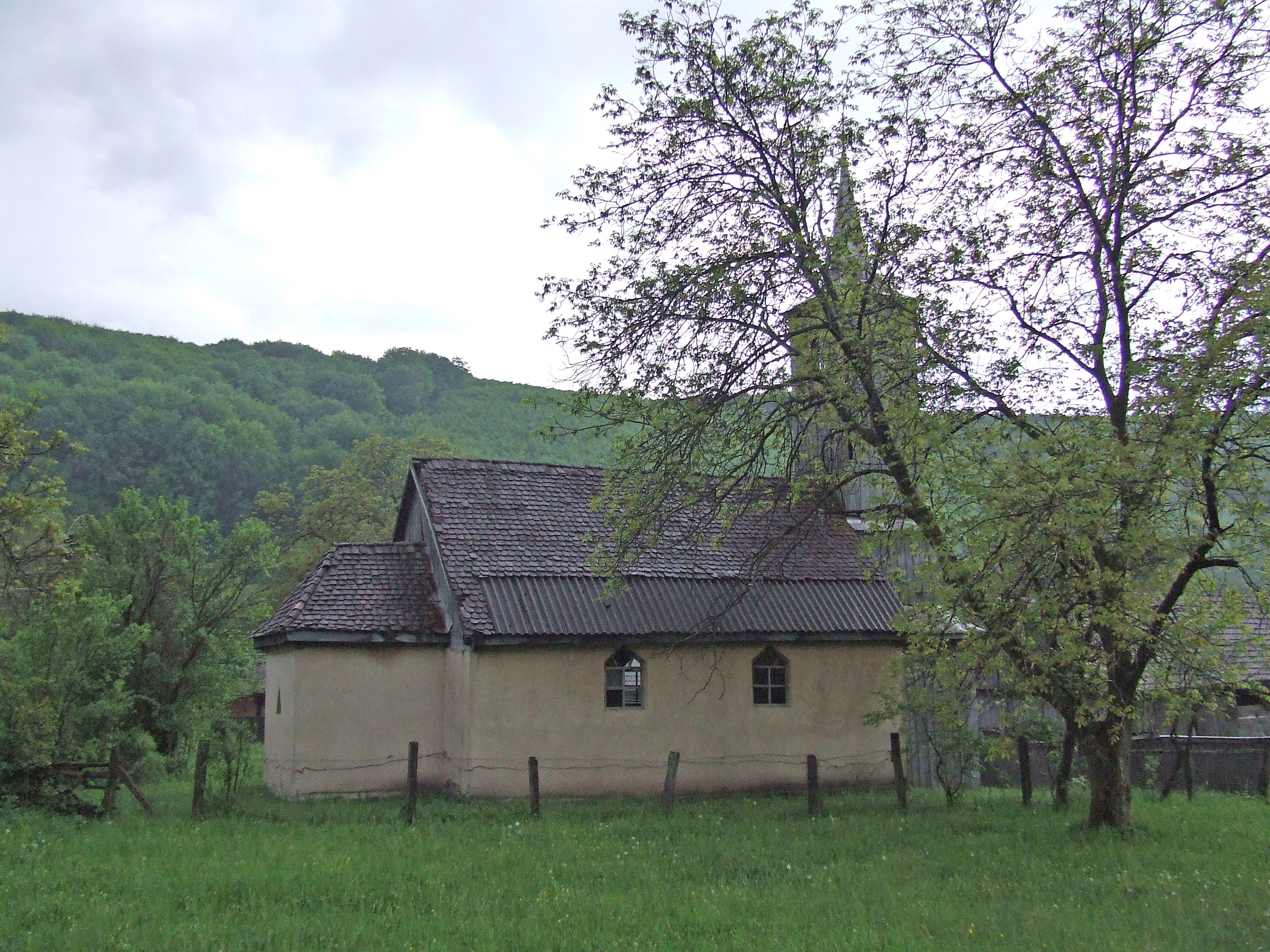
Vedere spre latura de nord a bisericii
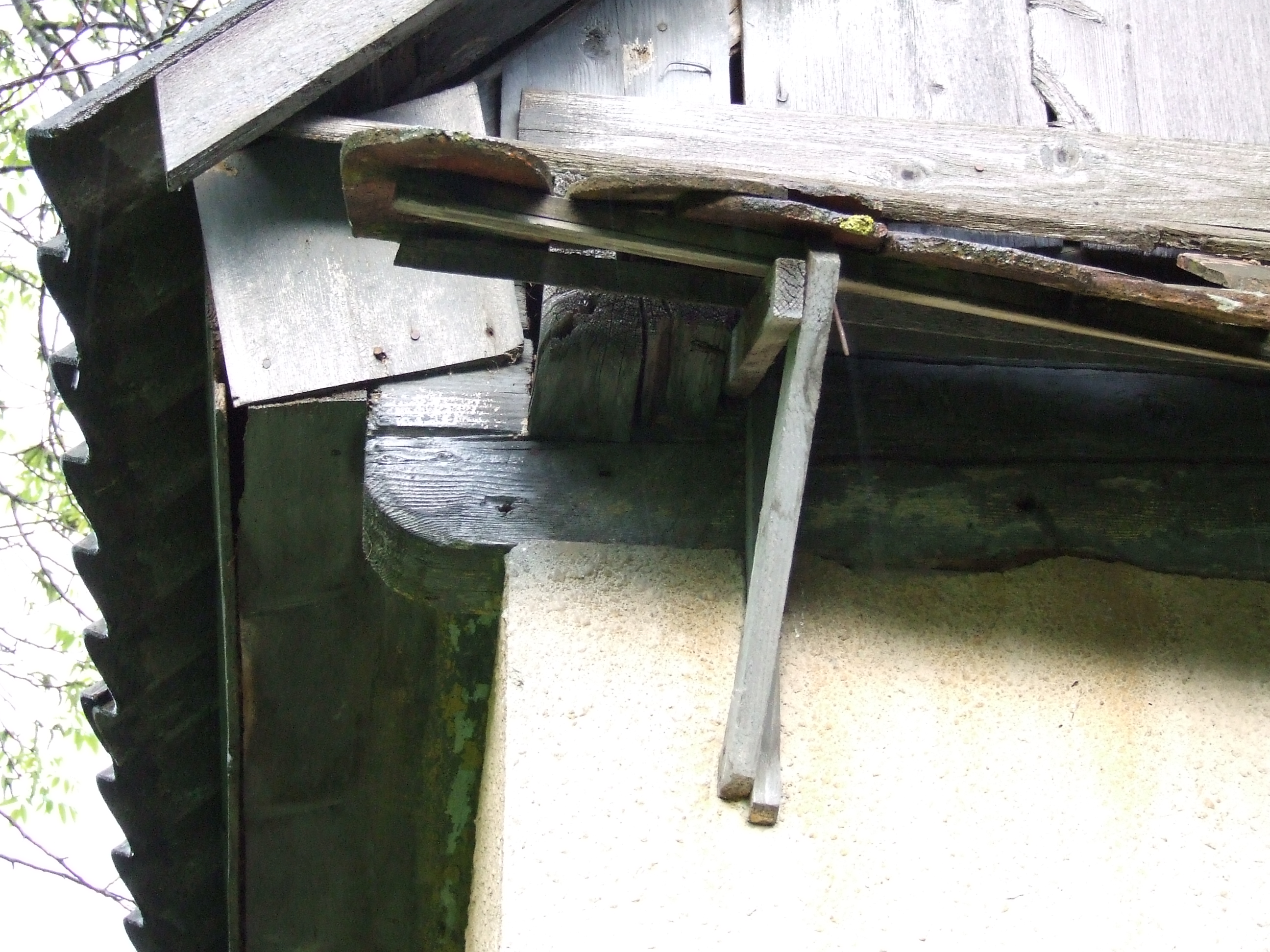
Consolă
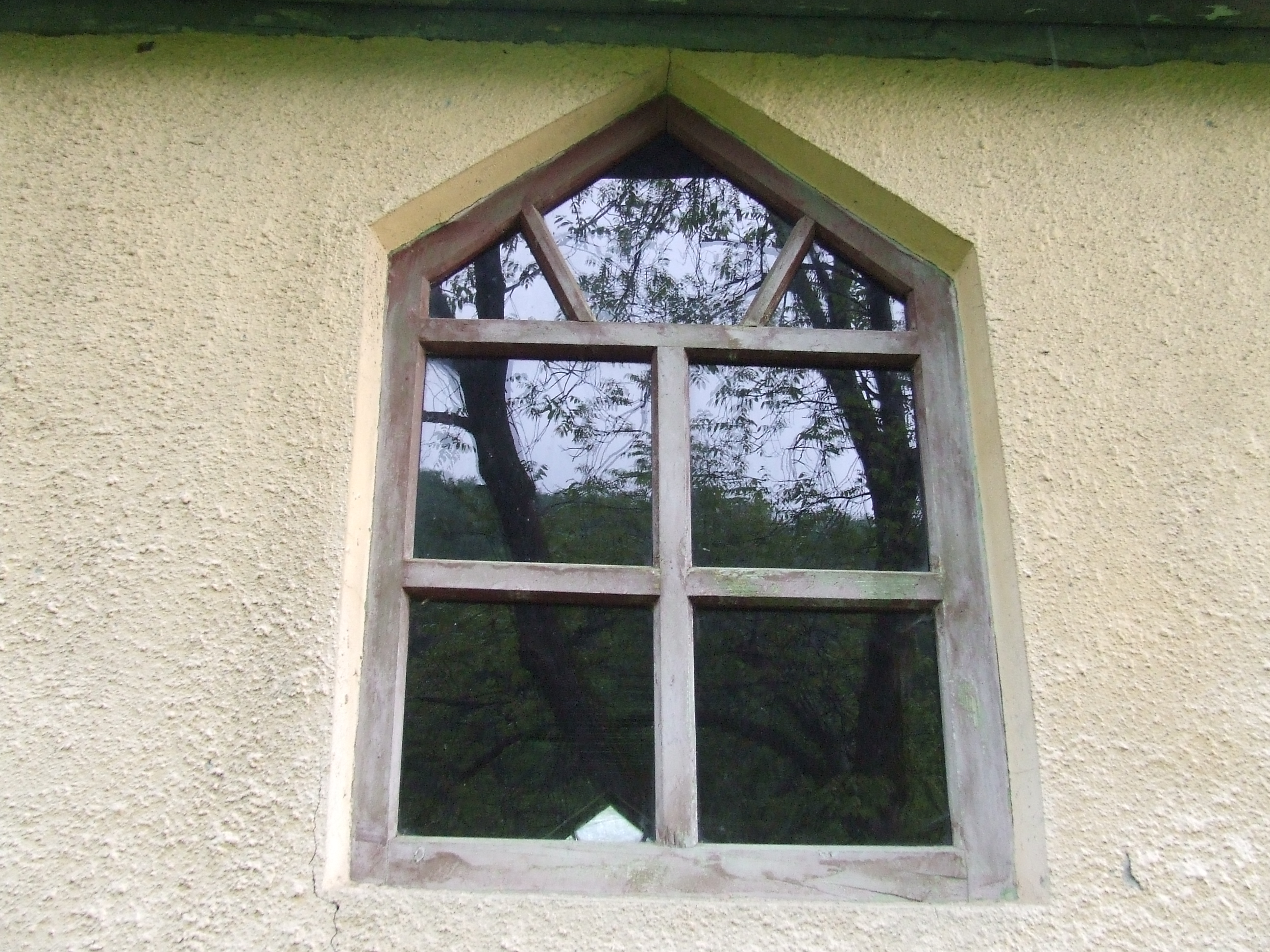
Fereastră
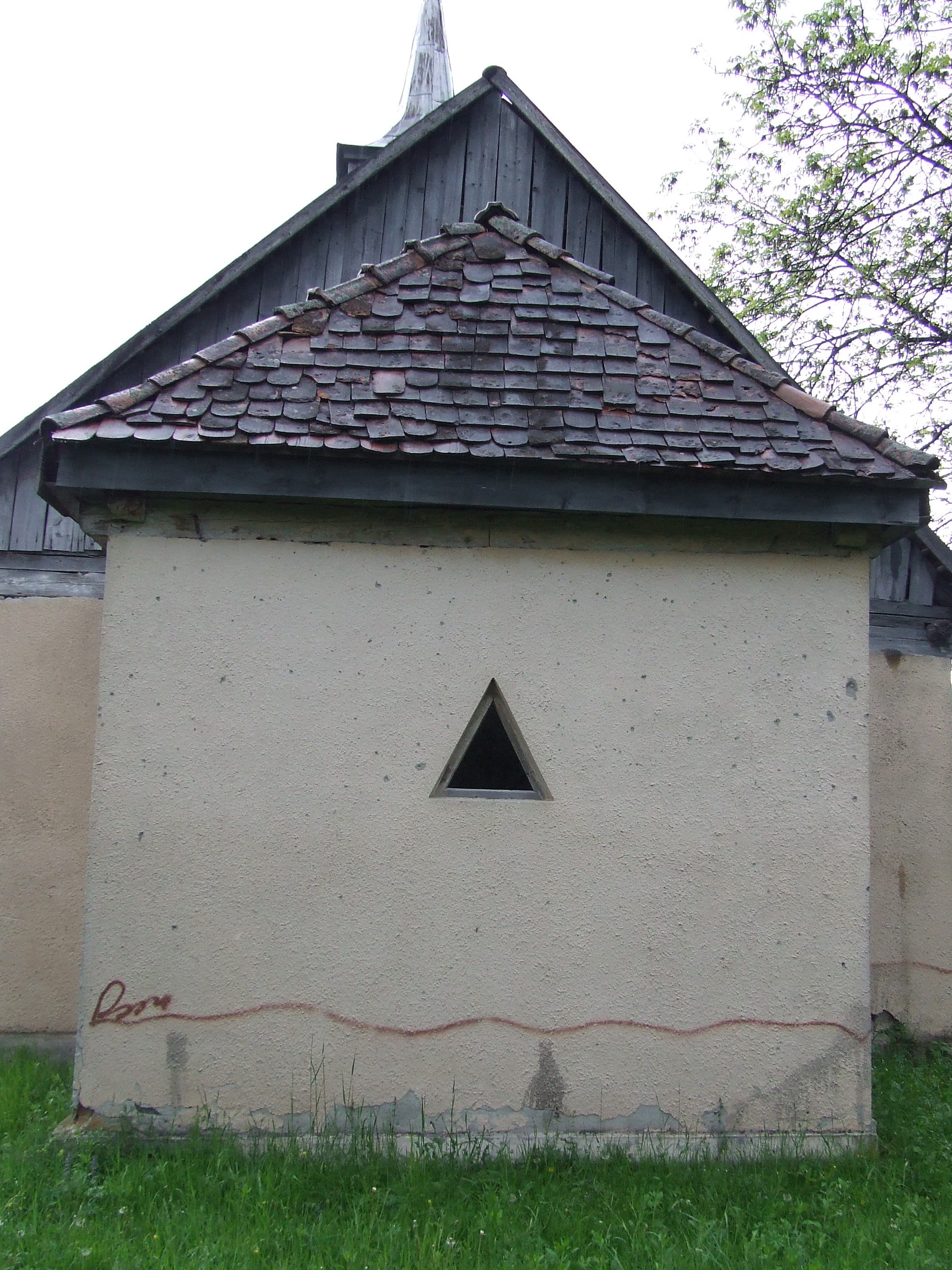
Absida altarului. Vedere din est
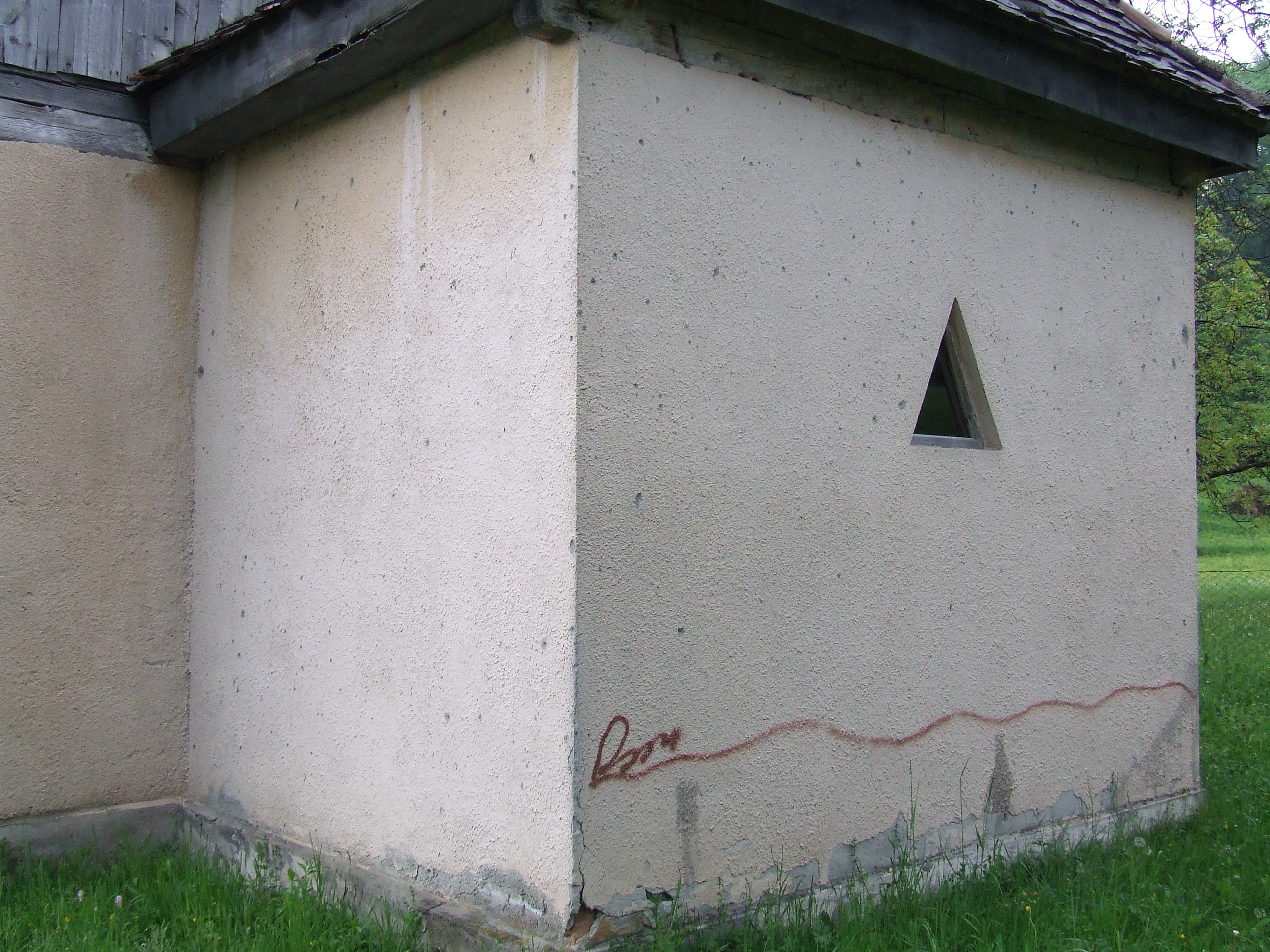
Absida altarulu. Vedere din sud-est
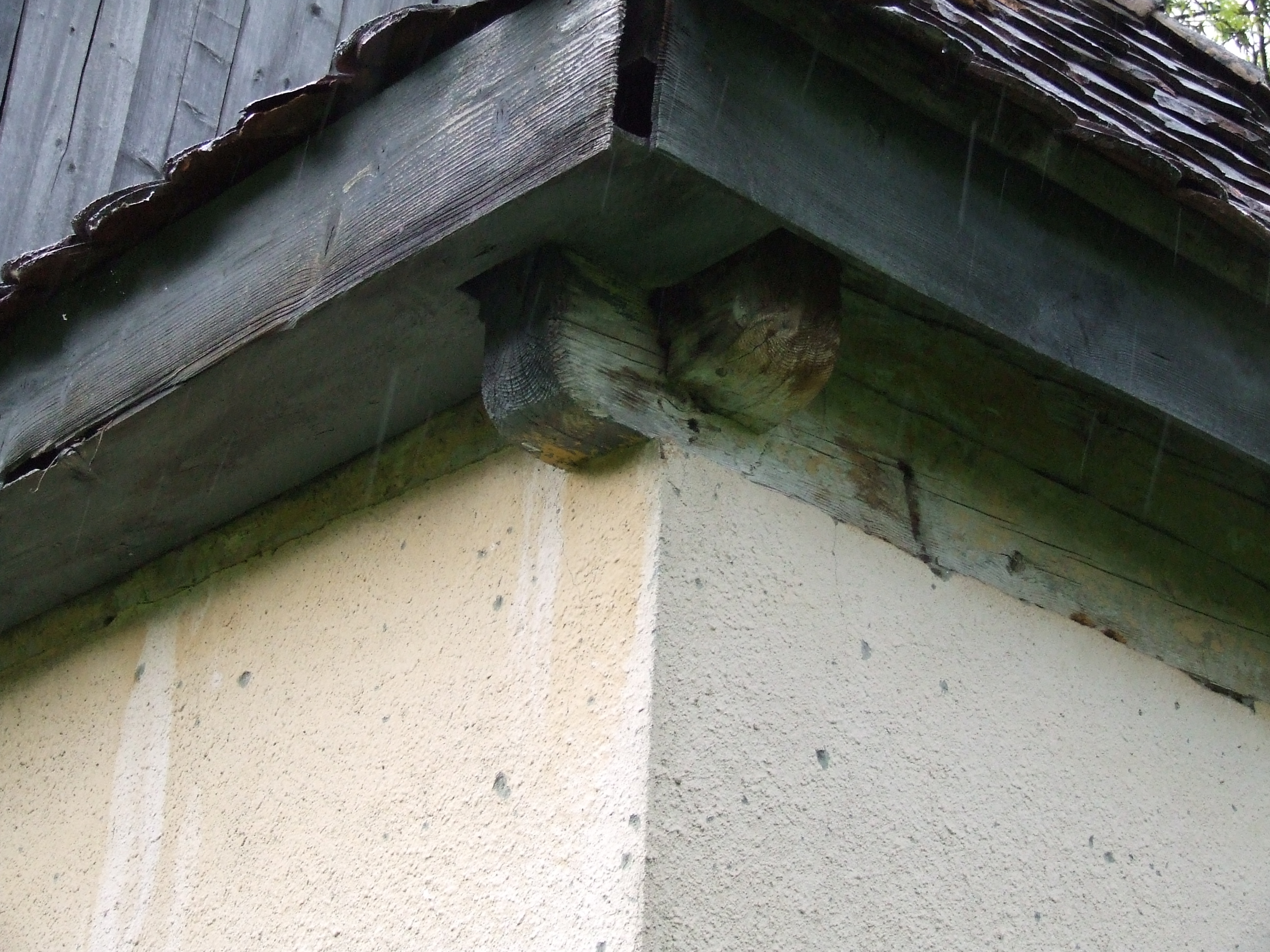
Îmbinare
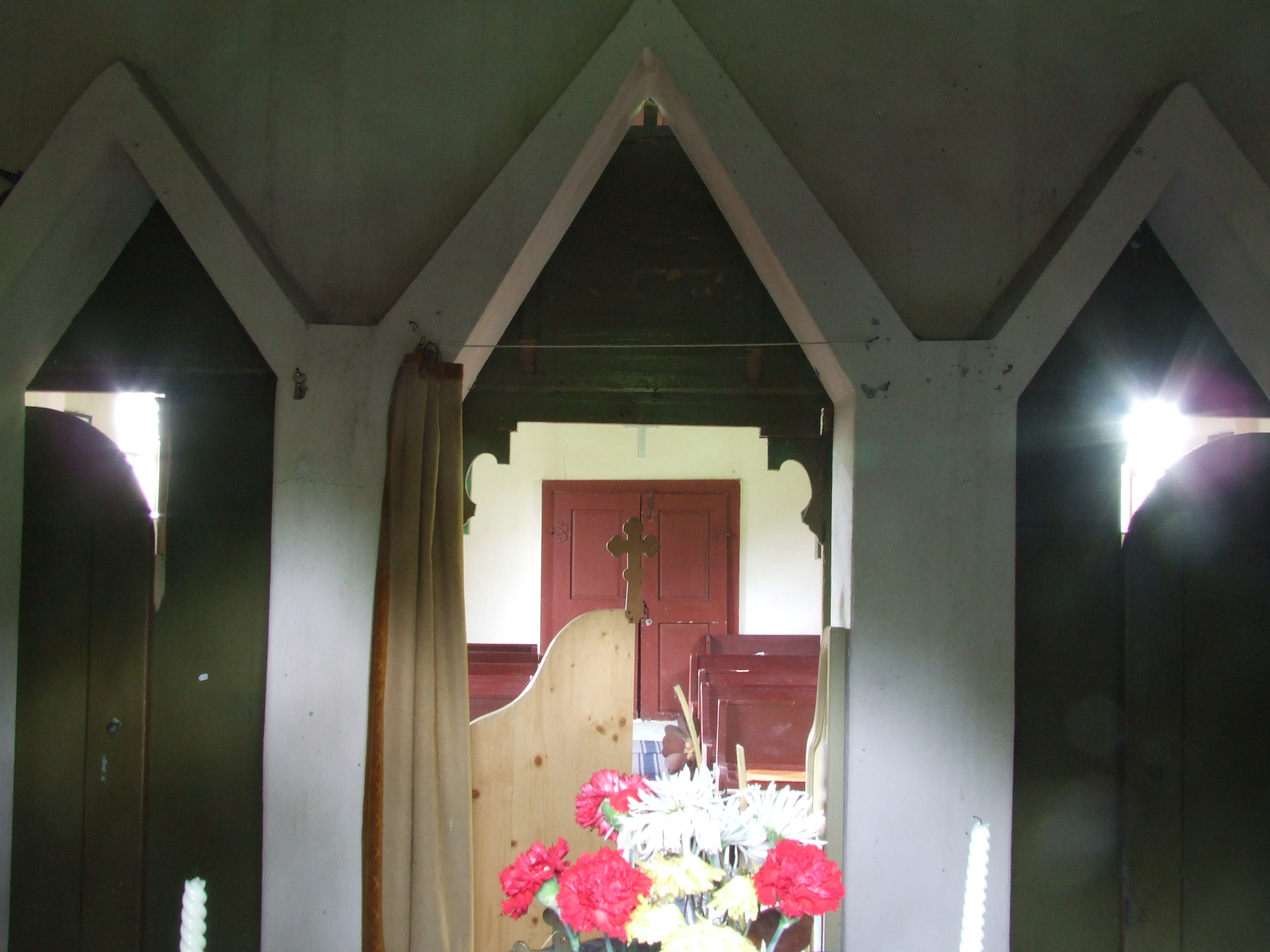
Vedere în interiorul bisericii
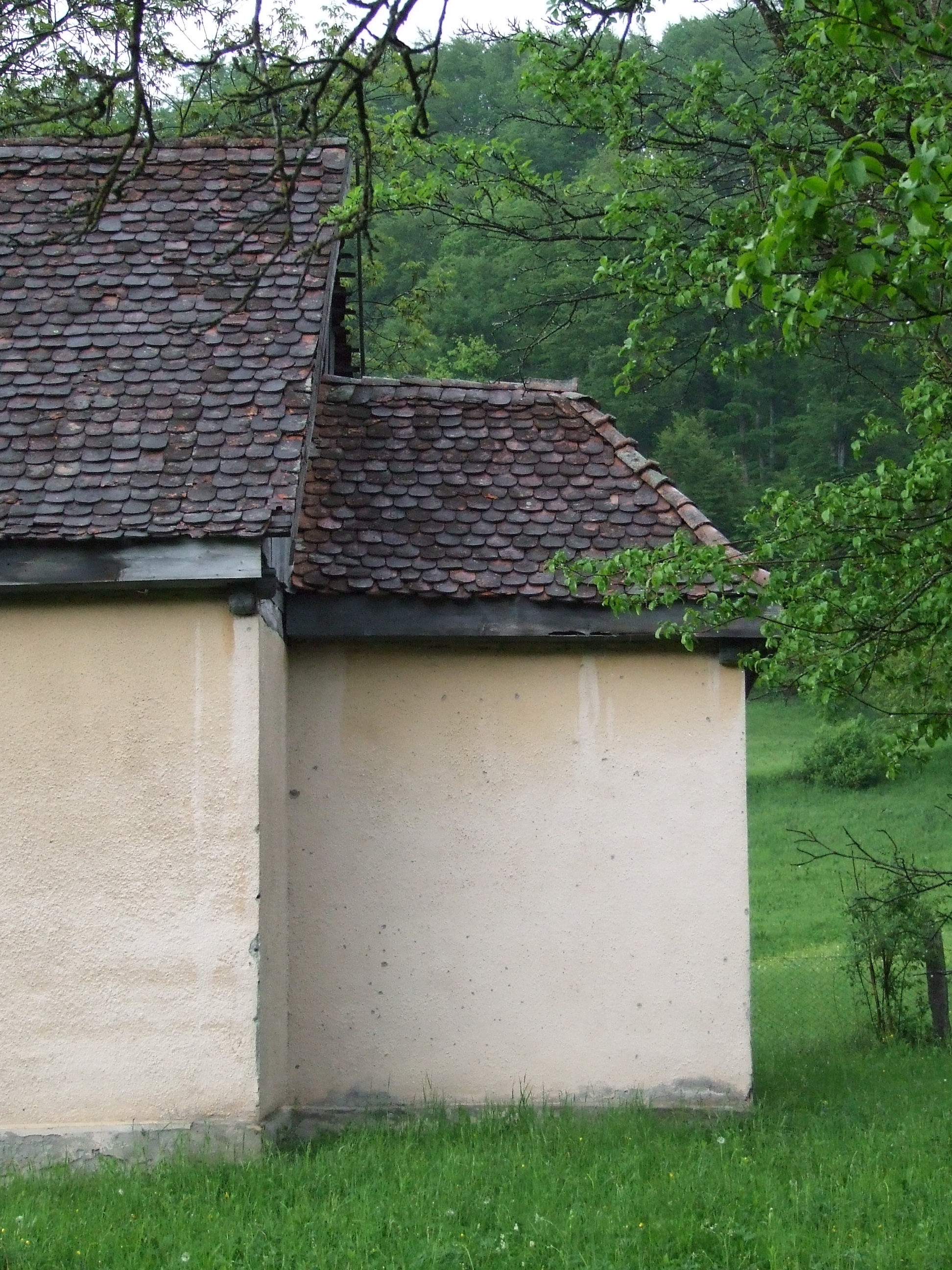
Absida altarului, vedere laterală